# Guatemala en los Juegos Paralímpicos de Toronto 1976
Guatemala estuvo representada en los Juegos Paralímpicos de Toronto 1976 por once deportistas masculinos.

## Medallistas
El equipo paralímpico guatemalteco obtuvo las siguientes medallas:
| Nombre               | Deporte      | Evento                   |
| -------------------- | ------------ | ------------------------ |
| Oro                  |              |                          |
| —                    |              |                          |
| Plata                |              |                          |
| —                    |              |                          |
| Bronce               |              |                          |
| José Rolando de León | Halterofilia | Pluma (–57 kg) masculino |